# 耶里肖修道院
52°30′08″N 12°00′57″E / 52.50222°N 12.01583°E

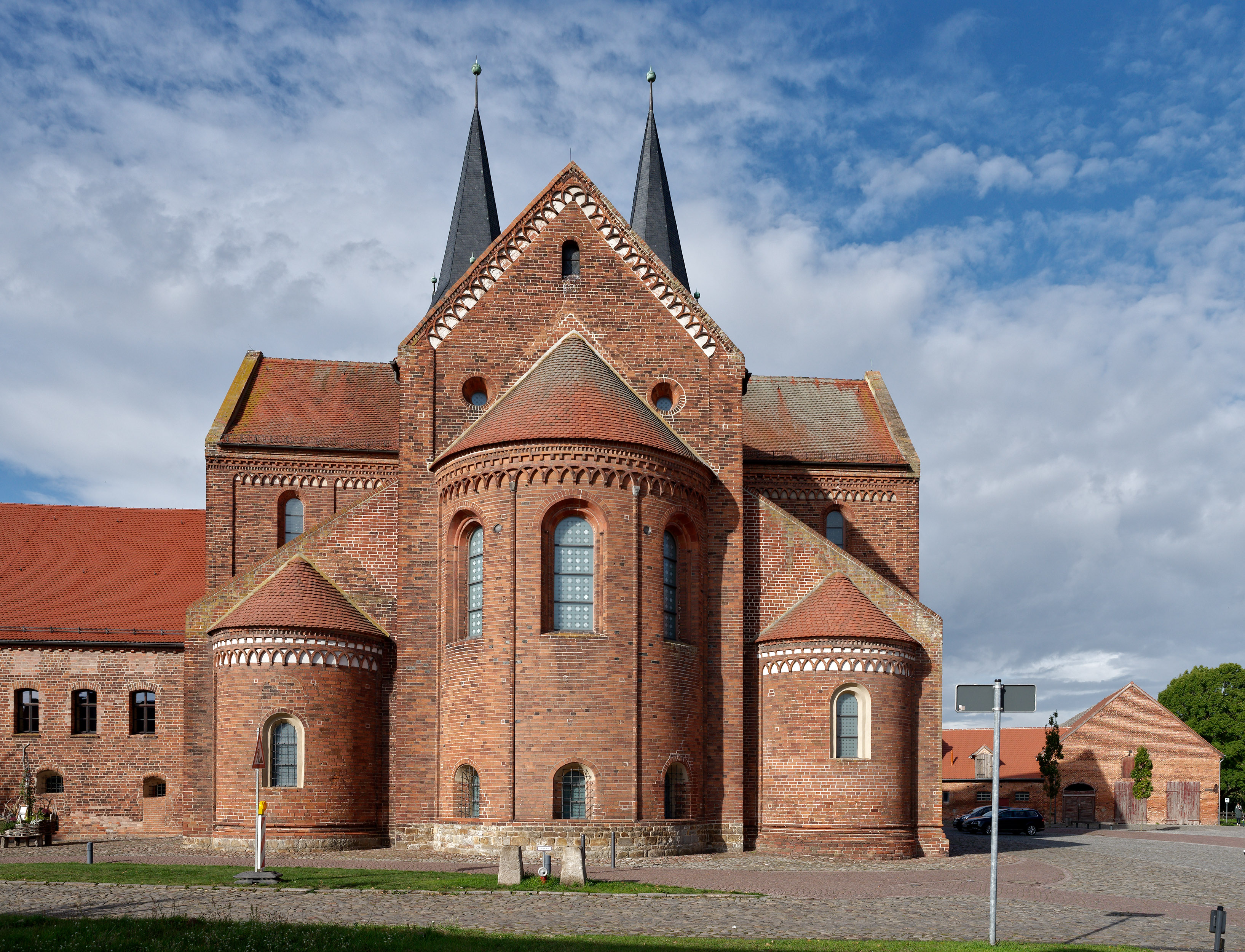

耶里肖修道院（德语：Kloster Jerichow）是德国萨克森-安哈尔特州耶里肖市内一座后浪漫主义风格的修道院，始建于1149年。